# Imathia
Imathia (griechisch Περιφερειακή Ενότητα Ημαθίας Periferiakí Enótita Imathías) ist einer der sieben Regionalbezirke der griechischen Region Zentralmakedonien mit dem Hauptort Veria. Bis zur Verwaltungsreform von 2010 hatte Imathia den Status einer Präfektur, seither liegen deren Kompetenzen bei der Region Zentralmakedonien und den durch Zusammenlegung auf drei reduzierten Gemeinden. Der Regionalbezirk Imathia entsendet fünf Abgeordnete in den zentralmakedonischen Regionalrat, hat darüber hinaus aber keine politische Bedeutung.

## Geschichte

Stern von Vergina

Das Gebiet von Imathia stand im Mittelpunkt der antiken makedonischen Kultur. Schon in der prähistorischen Zeit wurde die Gegend von Menschen bewohnt und erlebte während der Herrschaft durch Makedonien eine Blütezeit. In Imathia trifft man auf die Spuren einer Kultur, deren Präsenz von der Antike über Byzanz bis zur christlichen Epoche reicht. Der Ort Vergina war bis 410 v. Chr. die Hauptstadt des Königreiches Makedonien. Hier wurde auch der sechzehnstrahlige Stern von Vergina, ein Sonnensymbol, entdeckt. Dieser soll das Emblem der makedonischen Königsdynastie zur Zeit Philipps II. und Alexanders des Großen gewesen sein.

## Wichtige Städte der Präfektur
- Veria, Hauptstadt und größte Stadt der Präfektur
- Naoussa
- Alexandria
- Makrochori
- Platy
- Vergina